# Joaquim Cruz
Pour les articles homonymes, voir Cruz.
Joaquim Carvalho Cruz, né le 12 mars 1963 à Taguatinga, District fédéral, est un athlète brésilien spécialiste du 800 mètres.

## Biographie
Figurant parmi les meilleurs spécialistes mondiaux du 800 mètres, comme le prouve son record du monde junior du 800 mètres en 1981, il participe aux Championnats du monde d'athlétisme 1983 à Helsinki obtenant une médaille de bronze.
Puis, il domine les Jeux olympiques d'été de 1984 à Los Angeles: après trois premiers tours menés sur des trains d'enfer, et dont Steve Ovett, le tenant du titre, a bien failli faire les frais lors de la demi-finale, il court de manière différente la finale. Il laisse la course partir sur un rythme moyen puis durcit la course aux 500 mètres afin de ne pas permettre à l'autre favori, Sebastian Coe, qui n'a repris l'entraînement que depuis 6 mois à la suite d'une toxoplasmose, de pratiquer sa tactique habituelle de changement de rythme. Cruz laisse ainsi le britannique à plusieurs longueurs, devenant le premier athlète brésilien, pour les disciplines de courses, à devenir champion olympique. 
Sa non participation aux demi-finales du 1 500 mètres provoque une polémique au Brésil. Ses compatriotes lui reprochent de ne pas participer à une épreuve, où ses chances de triompher ne sont pas garanties.
Le 26 août 1984, il réalise 1 min 41 s 77 lors du meeting de Cologne, échouant de 4 centièmes contre le record de Coe (1 min 41 s 73).
Après une année 1985, où il confirme ses excellents résultats en Europe, il est absent les années suivantes en raison de blessures. Pour l'édition des Jeux olympiques de 1988 à Séoul, il se fait surprendre par un jeune kényan Paul Ereng qui n'avait pas couru de 800 mètres, cinq mois avant la compétition. Il remporte toutefois la médaille d'argent.
Poursuivi par des problèmes de tendon d'Achille, il ne retrouve ensuite jamais son meilleur niveau, malgré ses tentatives pour courir sur 1 500 mètres.

## Palmarès

### Jeux olympiques
- Jeux olympiques d'été de 1984 à Los Angeles ( États-Unis)
  -  Médaille d'or du 800 mètres
- Jeux olympiques d'été de 1988 à Séoul ( Corée du Sud)
  -  Médaille d'argent du 800 mètres

### Championnats du monde
- Championnats du monde d'athlétisme 1983 à Helsinki ( Finlande)
  -  Médaille de bronze du 800 mètres

### Jeux panaméricains
- Jeux panaméricains de 1987 à Indianapolis ( États-Unis)
  -  Médaille d'or sur 1 500 mètres
- Jeux panaméricains de 1991
  -  Médaille d'or sur 1 500 mètres

### Record du monde
- record du monde junior du 800 mètres en 1981 en 1:44.3